# ستيف لونش
ستيف لونش (بالإنجليزية: Steve Lynch)‏ هو موسيقي وعازف قيثارة أمريكي، ولد في 18 يناير 1955 في سياتل في الولايات المتحدة.

## وصلات خارجية
- الموقع الرسمي
- ستيف لونش على موقع ميوزك برينز (الإنجليزية)
- ستيف لونش على موقع ديسكوغز (الإنجليزية)